# Hacıbükü, Erbaa
Hacıbükü là một xã thuộc huyện Erbaa, tỉnh Tokat, Thổ Nhĩ Kỳ. Dân số thời điểm năm 2011 là 256 người.